# Bonde (Vannon)
Die Bonde ist ein kleiner Fluss im Osten von Frankreich, der im Département Haute-Saône der Region Bourgogne-Franche-Comté westlich der Stadt Vesoul verläuft.

## Geografie

### Verlauf
Die Bonde entspringt im nördlichen Gemeindegebiet von La Roche-Morey, entwässert generell Richtung Süden und mündet nach rund 15 Kilometern im Gemeindegebiet von Volon als linker Nebenfluss in den Vannon.

### Orte am Fluss
(Reihenfolge in Fließrichtung)
- Morey, Gemeinde La Roche-Morey
- Suaucourt, Gemeinde La Roche-Morey
- Ferme d’Heurecourt, Gemeinde Francourt
- Raucourt, Gemeinde Roche-et-Raucourt
- Volon